# Diecezja Masvingo
Diecezja Masvingo – diecezja rzymskokatolicka w Zimbabwe. Powstała w 1999.

## Biskupi diecezjalni
- Bp Michael Dixon Bhasera (1999–2022)
- Bp Raymond Tapiwa Mupandasekwa CSsR (2023-)